# Say!!いっぱい
「Say!!いっぱい」（セイ!!いっぱい）は、小野恵令奈の3枚目のシングル。2012年12月26日にワーナーミュージック・ジャパンから発売された。
前作「えれにゃん」から2ヶ月ぶりのソロシングル。通常盤、初回限定盤A、初回限定盤B、初回限定盤Cの4形態で発売。

## 収録曲

### 通常盤
CD
1. Say!!いっぱい [4:17]
  - 作詞：小野恵令奈、作曲・編曲：SmileR
2. Say!!いっぱい （off vocal ver.）

### 初回限定盤A【表えれ盤】
CD
1. Say!!いっぱい
2. えれぴょん りみっくす [4:46]
  - 作詞：小野恵令奈、作曲・編曲：SmileR

DVD
1. Say!!いっぱい MUSIC VIDEO
2. Say!!いっぱい MAKING

### 初回限定盤B【裏えれ盤】
CD
1. Say!!いっぱい
2. ロミオとシンデレラ [4:40]
  - 作詞・作曲・編曲：doriko
3. Say!!いっぱい （off vocal ver.）

### 初回限定盤C【友達になりたい盤】
CD
1. Say!!いっぱい
2. ヒミツ [4:27]
  - 作詞：Litz、作曲：her0ism、編曲：H∧L
3. Say!!いっぱい （off vocal ver.）
4. ヒミツ （off vocal ver.）